# Серощёкая мышиная тимелия
Серощёкая мышиная тимелия (лат. Illadopsis rufipennis) — вид птиц из семейства земляных тимелий. Выделяют 3 подвида.

## Распространение
Обитают на территории Анголы, Камеруна, ЦАР, Республики Конго, Демократической Республики Конго, Кот-д’Ивуара, Экваториальной Гвинеи, Габона, Ганы, Гвинеи, Кении, Либерии, Нигерии, Сьерра-Леоне, Танзании и Уганды. Естественной средой обитания этих птиц являются субтропические или тропические влажные леса, как равнинные, так и горные.

## Описание
Длина тела 13—15 см, вес 18—32 г. Представители номинативного подвида окрашены в основном (темя, верхние части тела, хвост) в тёмно-рыже-коричневый цвет.

## Биология
Питаются мелкими беспозвоночными и их яйцами.

## Охранный статус
МСОП присвоил виду охранный статус LC.